# Pedredo (Cantabria)
Pedredo es una localidad española del municipio de Arenas de Iguña, perteneciente a la comunidad autónoma de Cantabria.

## Geografía
La localidad está a una distancia de 1,8 kilómetros de la capital municipal, Arenas de Iguña, y está situada a 200 m s. n. m. La localidad da nombre al túnel más largo de la A-67 en territorio cántabro.

## Historia
Hacia mediados del siglo XIX, el lugar, por entonces perteneciente al municipio de Riovaldeiguña, sumaba con San Cristóbal y Cohiño 620 habitantes. Aparece descrito en el duodécimo volumen del Diccionario geográfico-estadístico-histórico de España y sus posesiones de Ultramar de Pascual Madoz con las siguientes palabras:

PEDREDO: l. en la prov. y dióc. de Santander, part. jud. de Torrelavega, ayunt. de Riovaldeiguña (V.). Tiene igl. parr. (San Sebastian) servida por un cura de ingreso y presentacion del marques de Cilleruelo. pobl.: con San Cristóbal y Cochiño 150 vec., 620 alm. contr.: con el ayuntamiento.
(Madoz, 1849, p. 735)

En la actualidad, pertenece al municipio de Arenas de Iguña. En 2024, la entidad singular de población de Pedredo tenía empadronados 187 habitantes, todos ellos en el núcleo de población de ese nombre.

## Patrimonio
En los años 1970 Ignacio Núñez Cabanzón descubrió en Pedredo un miliario de la calzada romana que desde Pisoraca iba hasta Portus Blendium. Es un miliario del emperador Lucio Domicio  Aureliano (siglo III). La iglesia parroquial de Pedredo data del siglo XVII. 

## Personas notables
Entre los personajes nacidos en esta localidad se encuentra Pedro Buenaga Pernía (1917-2001), maestro artesano campanero.